# Дома Олсуфьевых
Дома Олсуфьевых — памятник архитектуры, дом из двух составляющих ансамбль корпусов. Расположен в Санкт-Петербурге, современный адрес дома — набережная реки Фонтанки, 14.

## История
В конце XVIII века на участке находился трёхэтажный каменный дом в семь осей по фасаду (у правого края участка). В 1846 году по заказу В. Д. Олсуфьева А. И. Штакеншнейдер увеличил дом, пристроив четыре оси, при этом на участке осталось свободно около половины ширины. На свободной части в 1860 году Ф. Н. Соболевский построил новый трёхэтажный флигель в шесть осей по лицевому фасаду, который был выше, чем до Штакеншнайдера.
В 1902 и 1910 году дом перестраивал А. В. Щусев. В 1902 году он перестроил первый этаж правого корпуса, создал мансардный этаж и оформил фасад в стиле барокко. Центральная часть в три оси выделена ионическими пилястрами, увенчана лучковым фронтоном с гербом Олсуфьевых (скульптор Л. В. Шервуд). Тимпан фронтона прорезан окном с дверью на балкон. Окна обрамлены наличниками, особенно красивыми у дверей-выходов на балконы бельэтажа.
В 1910 году у левого здания также был построен мансардный этаж, фасад был переработан в стиле барокко, но иначе, чем правая часть. Выделены боковые ризалиты в одну ось с коринфскими пилястрами и фигурными аттиками. Были созданы оригинальные наличники, не повторяющие ранее существовавшие узоры петербургских зданий XVIII века.
К достижениям Щусева относится отказ от объединения дома единым фасадом (что противоречило бы масштабу других строений набережной), сохранение характера застройки при возведении по сути новых зданий.
В 1897 году в доме во время последнего своего визита в Санкт-Петербург жил Л. Н. Толстой.
В 1920 году в доме находилось управление Волховстроя
В 2005 году прошла комплексная реставрация фасада, ремонт мансард и частично — кровли с заменой водосточных желобов, труб и линейных покрытий, воссоздана первоначальная расколеровка здания, включая исторический цвет фамильного герба.

## Галерея

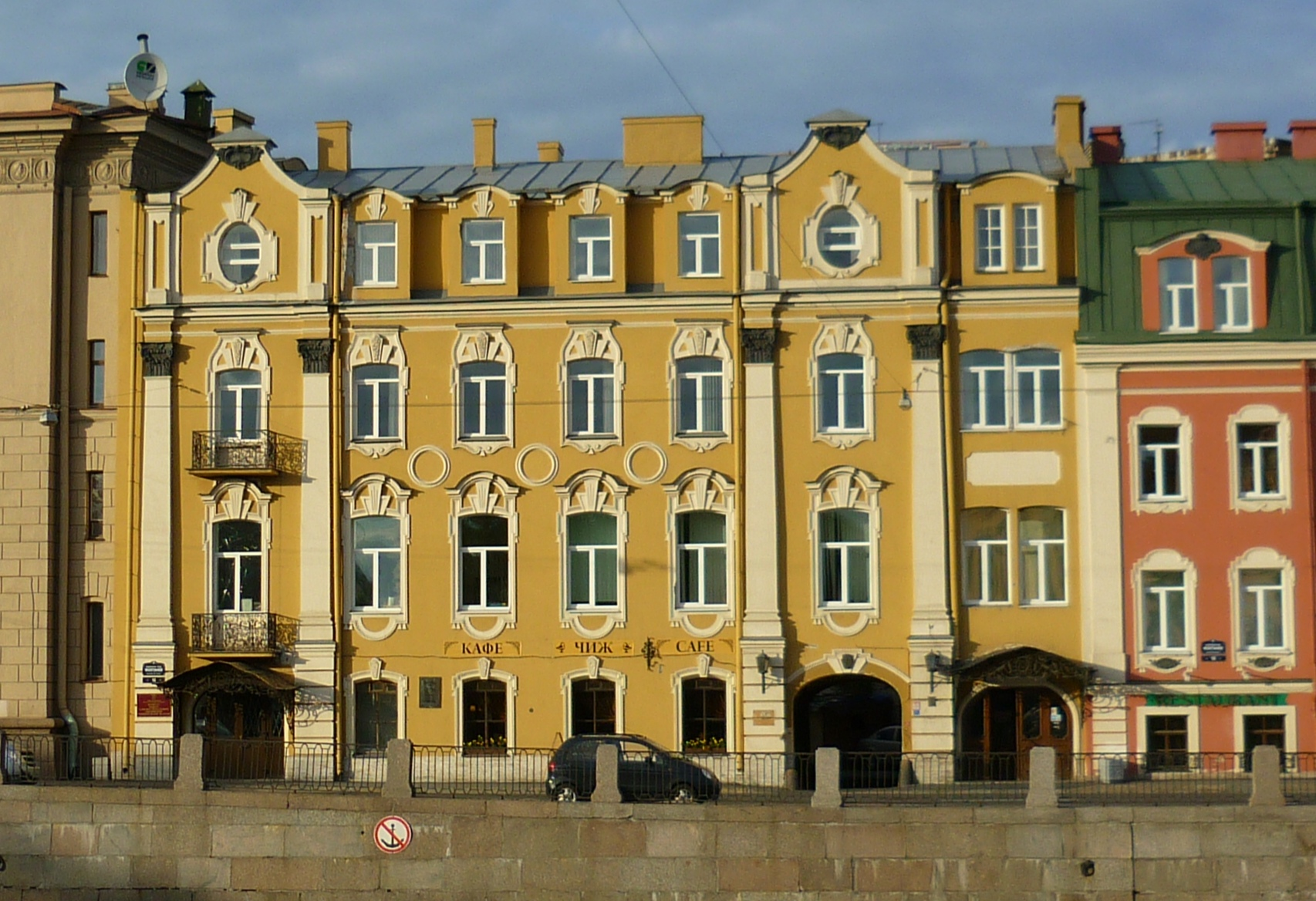
Левый корпус
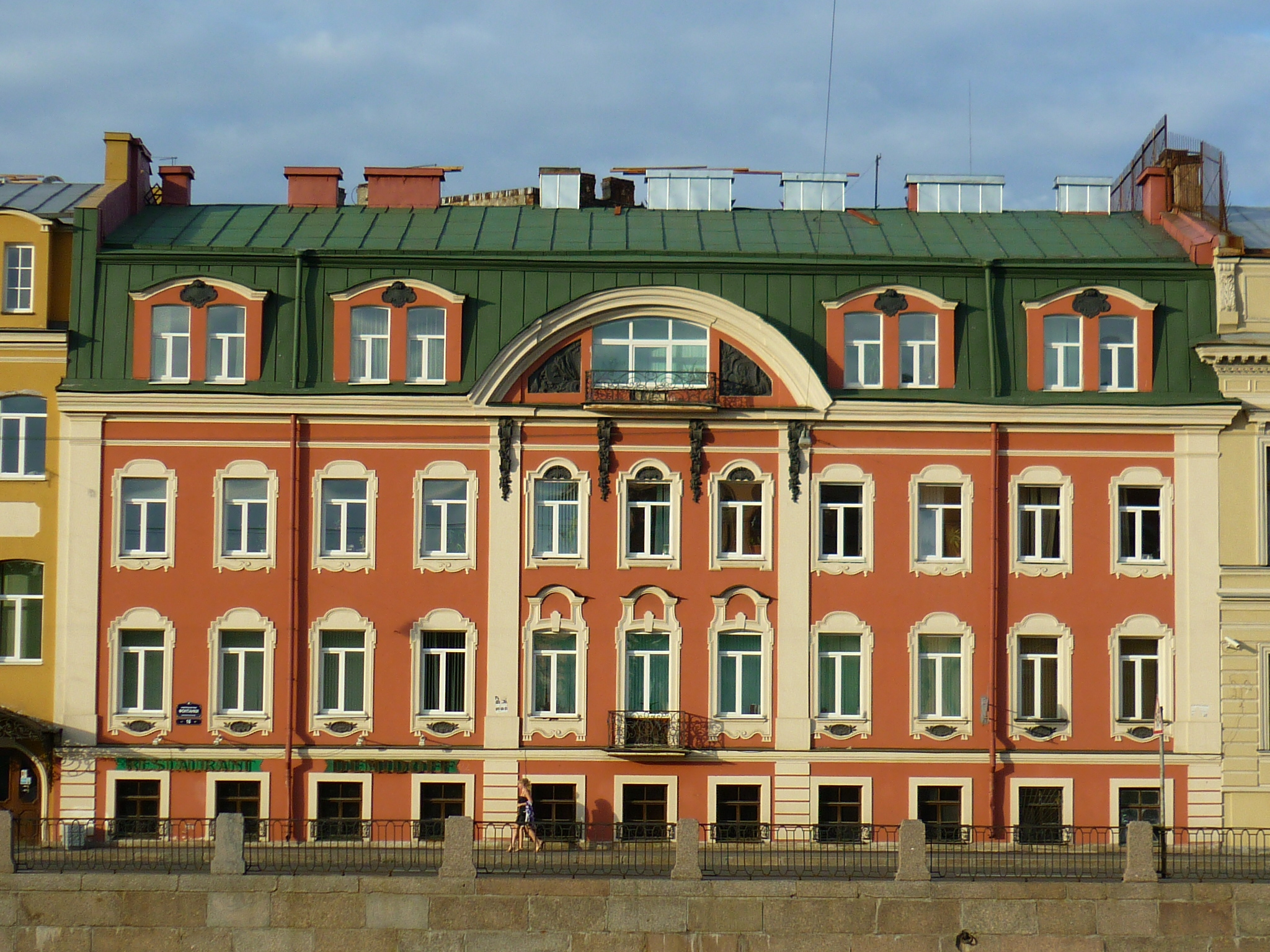
Правый корпус